# 감람암

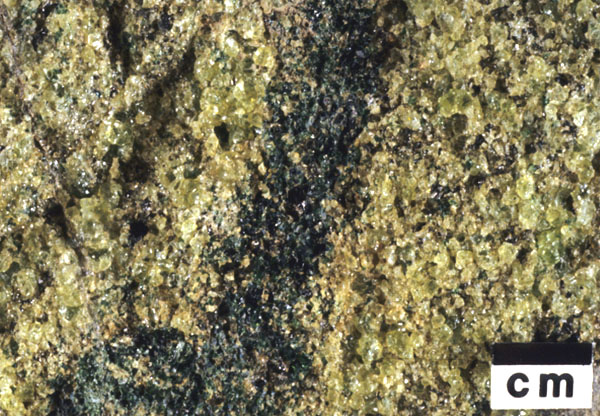
감람암

감람암(橄欖巖, peridotite)은 철·마그네슘 등으로 이루어진 어두운 색의 화성암으로 감람석과 휘석이 주성분이다. 정제시 준보석인 페리도트가 된다.

## 참고 자료
- 이 문서에는 다음커뮤니케이션(현 카카오)에서 GFDL 또는 CC-SA 라이선스로 배포한 글로벌 세계대백과사전의 내용을 기초로 작성된 글이 포함되어 있습니다.